# Maria van Avesnes

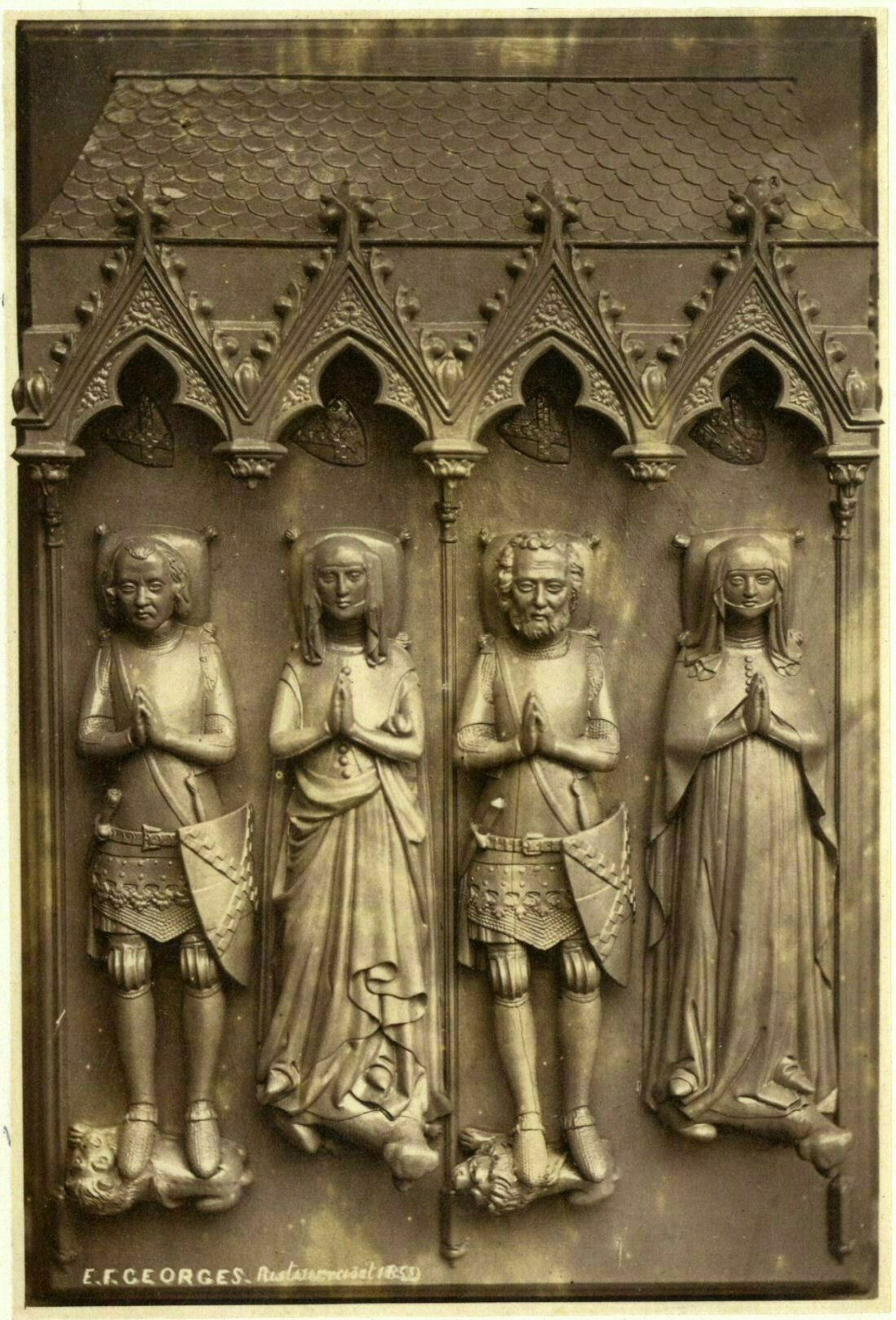
Graftombe v.l.n.r. Gijsbrecht van IJsselstein, Bertha van Heukelom, Arnoud van IJsselstein, Maria van Avesnes

Maria van Avesnes (? - vóór 1347), ook wel Maria van Henegouwen, was de hertogin van Blois en dochter van Gwijde van Avesnes, bisschop van Utrecht. 

## Huwelijk en nakomelingen
Ze trouwde in 1308 met Arnold van IJsselstein. Dankzij dit huwelijk kreeg haar man de goederen terug geschonken door bisschop Gwijde van Avesnes die hij eerder was kwijtgeraakt.
Maria van Avesnes ligt samen met haar man begraven in de Sint Nicolaaskerk te IJsselstein in de bijzondere graftombe van de heren van IJsselstein die door hun dochter Guyote van IJsselstein werd opgericht. Samen kregen ze drie dochters:
- Guyote van IJsselstein (- 1373/1374)
- Catharina van IJsselstein (1330 - 1378)
- Bertha van IJsselstein